# Лигер, Синтия
Синтия Лигер (род. 15 июня 1962 года в Нумеа) — политик Новой Каледонии, выступающий против независимости. Лигер была второй женщиной, которая занимала должность председателя правительства Новой Каледонии, занимая эту должность с 5 июня 2014 года по 1 апреля 2015 года. (Мари-Ноэль Темеро была первой женщиной-президентом Новой Каледонии с 2004 по 2007 год).

## Биография
Синтия Парадж родилась в Нумеа, Новая Каледония, 15 июня 1962 года. Она кальдош или новокаледонка французского происхождения.
Выборы в законодательные органы Новой Каледонии прошли 11 мая 2014 года. Синтия Лигер была избрана председателем правительства Новой Каледонии Конгрессом 5 июня 2014 года. Она возглавляла в Конгрессе коалицию политических партий Новой Каледонии, выступающих против независимости. Однако правительство Лигер просуществовало всего шесть месяцев до его краха в декабре 2014 года из-за спора между партиями коалиции против независимости по финансовым и налоговым вопросам. Филипп Жермэн из партии Каледония вместе сменил её на посту председателя 1 апреля 2015 года.